# Hojo Tsunetoki
Hojo Tsunetoki (Japans: 北条経時) (1224 - 1246) van de Hojo-clan was de vierde shikken (regent) van het Japanse Kamakura-shogunaat en heerste van 1246 tot 1256. Zijn vader was Hojo Tokiuji en zijn moeder een dochter van Adachi Kagemori. Hij was de oudere broer van Hojo Tokiyori en een kleinzoon van Hojo Yasutoki. 
Tsunetoki was de stichter van de tempel Kōmyō-ji in Kamakura. Hij ligt begraven in de tempel. 